# Cahiers du Cercle Proudhon
Pour les articles homonymes, voir Proudhon.

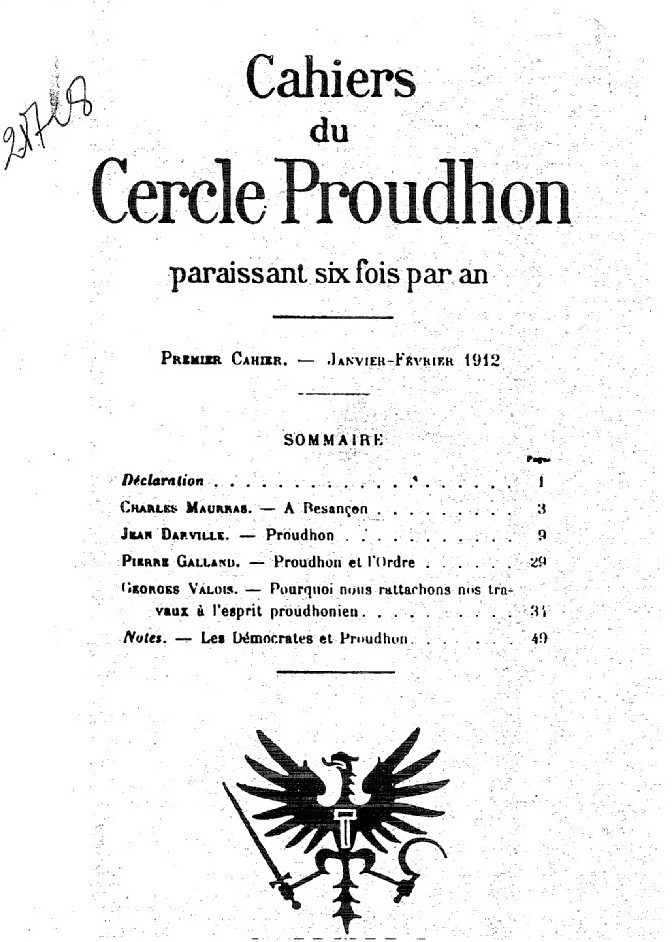
Couverture de la réédition du numéro 1 (document Gallica BnF)

Les Cahiers du Cercle Proudhon est un périodique français, « paraissant six fois l'an »,  dirigé par Henri Fortin (Paris, no 1er janvier/février 1912 - no 5-6, juillet 1913 ; 2e série., no 1, janvier/février 1914). Fondé sous la supervision de Charles Maurras, cette revue représentait le courant monarchiste « de gauche » représenté notamment par Georges Valois et les membres du Cercle Proudhon. Se réclamant des idées de Pierre-Joseph Proudhon, même si « le Cercle Proudhon naît officiellement à l'extrême-droite », les collaborateurs de la revue tentaient de rapprocher des principes de l'Action française certains individus issus du socialisme ou du syndicalisme révolutionnaire, ce qui fut d'après l'historien Géraud Poumarède un « échec patent ». 
Selon l'historien Zeev Sternhell, le Cercle Proudhon est une des premières synthèses fascistes en Europe.

## Principaux collaborateurs des Cahiers du Cercle Proudhon
- Édouard Berth (sous le pseudonyme de Jean Darville)
- Pierre Galland
- Henri Lagrange
- Gilbert Maire
- Maurice Mayrel
- René de Marans
- Georges Valois
- Albert Vincent
- Pierre Gilbert Crabos

## Éditions françaises
- Les Cahiers du Cercle Proudhon, Agora, 1976 ; rééd. Éditions Ars Magna, 1990 ; rééd. Avatar, préf. Alain de Benoist, 2007 ; rééd. Kontre Kulture, préf. Pierre De Brague, 2014.